# Jezioro Francuskie
Jezioro Francuskie – jezioro wytopiskowe w Polsce, położone w województwie warmińsko-mazurskim, w powiecie ostródzkim, w gminie Ostróda, na obszarze Garbu Lubawskiego.

## Charakterystyka
Jezioro Francuskie jest najwyżej położonym jeziorem w północno-wschodniej Polsce (247,7 m n.p.m.). Jego powierzchnia wynosi 2,93 ha. Leży na terenie Parku Krajobrazowego Wzgórz Dylewskich i stanowi część rezerwatu florystycznego (pow. 13,64 ha). Jezioro stanowi pozostałość wytopiska po zlodowaceniu bałtyckim.

## Przyroda
Południowo-wschodni brzeg porośnięty jest ok. 140-letnią buczyną. Do jeziora przylegają torfowiska, na których rośnie wierzbówka borówkolistna, turzyce, wełnianki, czermień błotna, bobrek trójlistkowy, żurawina błotna, wierzba szara, brzoza omszona.

## Legenda
Według legendy, w czasie kampanii napoleońskiej miejscowi chłopi utopili tu 17 żołnierzy francuskich, mszcząc się za gwałty wyrządzone miejscowym kobietom. Rezydujące w pobliskim Pietrzwałdzie oddziały wojsk napoleońskich wzięły srogi odwet za ten samosąd. Wieś została zrównana z ziemią, a chłopów zamieszanych w mord na Francuzach stracono. Stąd zaczęto nazywać jezioro francuskim.